# Tridensimilis brevis
Tridensimilis brevis es una especie de peces de la familia Trichomycteridae en el orden de los Siluriformes.

## Morfología
• Los machos pueden llegar alcanzar los 3 cm de longitud total.

## Hábitat
Es un pez de agua dulce y de clima tropical (20 °C-30 °C).

## Distribución geográfica
Se encuentran en Sudamérica:  cuenca del río Amazonas